# John Wall
Johnathan Hildred Wall Jr. amerikai professzionális kosárlabda-játékos, a 2010-es NBA-draft első kiválasztottja.
1990. szeptember 6-án született Frances Pulley és John Carroll Wall Sr. gyerekeként. Mikor egy éves volt, apja börtönbe került fegyveres rablás miatt. 1999. augusztus 24-én kiengedték, de egy hónappal később 52 éves korában elhunyt, májrák következtében. Wall idősebb féltestvére, John Carroll Wall Jr. apjuk temetésén megígérte, hogy gondoskodik a családról, de egy évvel később ő is börtönbe került. 2018-ban szabadult.
Wall gyerekkorában anyja több állásban is dolgozott, hogy eltartsa Wall-t és a nővérét, Cierrát.

## Statisztikák
A Basketball Reference adatai alapján.

### Egyetem
| Év      | Csapat   | JM | KM | JP/M | MG%  | 3P%  | BD%  | LP/M | GP/M | L/M | B/M | P/M  |
| ------- | -------- | -- | -- | ---- | ---- | ---- | ---- | ---- | ---- | --- | --- | ---- |
| 2009-10 | Kentucky | 37 | 37 | 34.8 | .461 | .325 | .754 | 4.3  | 6.5  | 1.8 | .5  | 16.6 |

### NBA

#### Alapszakasz
| Év       | Csapat               | JM  | KM  | JP/M | MG%  | 3P%  | BD%   | LP/M | GP/M | L/M | B/M | P/M  |
| -------- | -------------------- | --- | --- | ---- | ---- | ---- | ----- | ---- | ---- | --- | --- | ---- |
| 2010–11  | Washington Wizards   | 69  | 64  | 37.8 | .409 | .296 | .766  | 4.6  | 8.3  | 1.8 | .5  | 16.4 |
| 2011–12  | Washington Wizards   | 66* | 66* | 36.2 | .423 | .071 | .789  | 4.5  | 8.0  | 1.4 | .9  | 16.3 |
| 2012–13  | Washington Wizards   | 49  | 42  | 32.7 | .441 | .267 | .804  | 4.0  | 7.6  | 1.3 | .8  | 18.5 |
| 2013–14  | Washington Wizards   | 82  | 82* | 36.3 | .433 | .351 | .805  | 4.1  | 8.8  | 1.8 | .5  | 19.3 |
| 2014-15  | Washington Wizards   | 79  | 79  | 35.9 | .445 | .300 | .785  | 4.6  | 10.0 | 1.7 | .6  | 17.6 |
| 2015–16  | Washington Wizards   | 77  | 77  | 36.2 | .424 | .351 | .791  | 4.9  | 10.2 | 1.9 | .8  | 19.9 |
| 2016-17  | Washington Wizards   | 78  | 78  | 36.4 | .451 | .327 | .801  | 4.2  | 10.7 | 2.0 | .6  | 23.1 |
| 2017-18  | Washington Wizards   | 41  | 41  | 34.4 | .420 | .371 | .726  | 3.7  | 9.6  | 1.4 | 1.1 | 19.4 |
| 2018–19  | Washington Wizards   | 32  | 32  | 34.5 | .444 | .302 | .697  | 3.6  | 8.7  | 1.5 | .9  | 20.7 |
| 2020–21  | Houston Rockets      | 40  | 40  | 32.2 | .404 | .317 | .749  | 3.2  | 6.9  | 1.1 | .8  | 20.6 |
| 2022–23  | Los Angeles Clippers | 34  | 3   | 22.2 | .408 | .303 | .681  | 2.7  | 5.2  | .8  | .4  | 11.4 |
| Karrier  | Karrier              | 647 | 604 | 34.9 | .430 | .322 | .776  | 4.2  | 8.9  | 1.6 | .7  | 18.7 |
| All Star | All Star             | 4   | 1   | 21.2 | .612 | .333 | 1.000 | 4.2  | 4.5  | 2.2 | .0  | 16.2 |

#### Rájátszás
| Év      | Csapat             | JM | KM | JP/M | MG%  | 3P%  | BD%  | LP/M | GP/M  | L/M | B/M | P/M  |
| ------- | ------------------ | -- | -- | ---- | ---- | ---- | ---- | ---- | ----- | --- | --- | ---- |
| 2014    | Washington Wizards | 11 | 11 | 38.2 | .366 | .219 | .765 | 4.0  | 7.1   | 1.6 | .7  | 16.3 |
| 2015    | Washington Wizards | 7  | 7  | 39.0 | .391 | .176 | .846 | 4.7  | 11.9* | 1.4 | 1.4 | 17.4 |
| 2017    | Washington Wizards | 13 | 13 | 39.0 | .452 | .344 | .839 | 3.7  | 10.3  | 1.7 | 1.2 | 27.2 |
| 2018    | Washington Wizards | 6  | 6  | 39.0 | .441 | .190 | .851 | 5.7  | 11.5  | 2.3 | 1.3 | 26.0 |
| Karrier | Karrier            | 37 | 37 | 38.8 | .419 | .267 | .822 | 4.3  | 9.8   | 1.7 | 1.1 | 21.9 |